# Cheryl Campbell
Cheryl Campbell (St. Albans, Hertfordshire, 22 de mayo de 1949) es una actriz británica de teatro, cine y televisión.
Egresada del London Academy of Music and Dramatic Art, ha recibido diversos reconocimientos en el ámbito teatral, entre ellos el Premio Laurence Olivier en la categoría actriz del año en un revival en 1982 por su rol de Nora Helmer en Casa de muñecas en el Royal Shakespeare Theatre de Londres.
En el ámbito de la televisión, fue galardonada a un Premios BAFTA TV a la mejor actriz de televisión en 1980 por sus roles en Testament of Youth (1979) y Malice Aforethought (1979), mientras que fue nominada al mismo galardón y categoría en 1978 por su trabajo en Pennies from Heaven (1978).

## Premios y nominaciones
| Año  | Premio                            | Categoría                    | Trabajo                                              | Resultado | refs  |
| ---- | --------------------------------- | ---------------------------- | ---------------------------------------------------- | --------- | ----- |
| 1979 | British Academy Television Awards | Mejor actriz de televisión   | Pennies from Heaven (1978)                           | Nominada  | [ 4 ] |
| 1980 | British Academy Television Awards | Mejor actriz de televisión   | Testament of Youth (1979) Malice Aforethought (1979) | Ganadora  | [ 3 ] |
| 1980 | Broadcasting Press Guild Awards   | Mejor actriz                 | Testament of Youth (1979)                            | Ganadora  | [ 5 ] |
| 1982 | Premio Laurence Olivier           | Actriz del año en un revival | Casa de muñecas                                      | Ganadora  | [ 1 ] |